# Una Mirada al Mar
Una Mirada al Mar es una película dramática venezolana y estrenada en julio de 2011; dirigida por Andrea Ríos y escrita por Marianela Alas. Se convirtió en uno de los largometrajes de ficción más importantes del año del Cine de Venezuela, producida por la Fundación  Villa del Cine. Protagonizada por Fernando Flores, Yucemar Morales, Loly Sánchez y otros artistas que cuentan la historia de un hombre maduro que se hace cargo de una pequeña de 8 años, y tras su soledad intentarán buscar nuevos caminos.

## Argumento
Al ritmo del tambor y fiestas religiosas del folklore local, nace una historia protagonizada por Rufino, un señor de 71 años, quien al quedar viudo decide volver al pueblo donde conoció a su difunta esposa. En ese lugar se reencuentra con la hermosura de sus paisajes y con Gaspar, pintor y gran amigo, que además se encargó de una niña huérfana de 8 años llamada Ana-E. Rufino se verá envuelto en una hostil convivencia con la pequeña ya que tendrán que vivir bajo el mismo techo. La soledad de estos personajes hará que se enfrenten, exponiendo sus sentimientos y pensamientos, para luego tomar decisiones, iniciando trazos para ir por nuevos caminos y así superar el abandono. 
Una Mirada al Mar, es una hermosa exhibición de la costa venezolana, en la que resalta el color aguamarina del Mar Caribe, los tonos cálidos que transmiten el calor de playa tropical del estado Vargas, territorio que se presta para describir una historia en la que el talento infantil y la figuración de lugares de las comunidades autóctonas se hacen notar para esta producción.

## Curiosidades
La película de Andrea Ríos, Una mirada al mar tuvo su mejor fin de semana cuando logró totalizar 4.423 espectadores lo que reflejó un 18.8 % más que las semanas anteriores. De esta manera, llegó a vender 29.441 boletos en tan sólo 24 días de exhibición comercial, convirtiéndose así en la quinta cinta nacional en llegar a ese total en el 2011.

## Directores y escritores
Andrea Ríos, directora general de Una Mirada al Mar, es una novelista conocida por sus trabajos cinematográficos anteriores en los que figuran cuatro cortometrajes y la dirección de 1, 2 y 3 mujeres, su ópera prima con Andrea Herrera y Anabel Rodríguez. La trilogía integrada en el largometraje fue producida por la Fundación Villa del Cine y estrenada en agosto del año del 2008. 
La trayectoria cinematográfica cuenta la dirección y realización de los siguientes trabajos:
- Retro, cortometraje, 4 min, color, ficción, 1998.
- Gabrieska, cortometraje, documental, 8- 10 min, color, ficción.
- Rigoberto, cortometraje, 32 min, color, ficción, 2005.
- Katuche, cortometraje, 13 min, color, ficción, 2007.
- Gregoria, 39 min de 1, 2 y 3 Mujeres

La dirección de fotografía de la película está bajo la óptica de Vitelbo Vásquez, quien plasma en cada cuadro una costa venezolana en su completo esplendor, colores, texturas y paisajes, creando así una serie de fotograma. La película busca ese efecto pictórico sobre el cual la trama se cierne.
La guionista de esta historia es Marianela Alas (1956 - 2010), la idea surge a partir de la selección realizada durante la Primera Convocatoria de Ideas para el Desarrollo de Guiones realizada por Villa del Cine en el 2007. Allí participó en el Taller de Escritura de Guion donde de nuevo se eligió por la productora del Estado para realizar la película. Ella con sus letras homenajea la costa venezolana con una historia que muestra las virtudes, el oficio de la gente y la humildad de la vida costera, así como la poética y vida de pintores del pueblo dedicados al arte y a su musa: el mar.

## Ficha técnica
- Idea y Guion Original: María Nela Alas.

- Dirección: Andrea Ríos.

- Producción General: Victor Fernández.

- Producción Ejecutiva: Villa del Cine.

- Dirección de Arte: Antonio Alfonzo.

- Dirección de Fotografía: Vitelbo Vásquez.

- Cámara: Luis Martínez (Más conocido como "Luisote").

- Coach de Actores Infantiles: Rossana Fernández.

- Sonido Directo: Frank Alexander González.

- Música Original: Ignacio Barreto.

- Montaje: Armando Silva, Carlos Mendoza, Andrea Ríos y Liana Domínguez.

- Postproducción de Sonido: Gregorio Gómez.

## Ficha artística
Fernando Flores, Asdrúbal Meléndez, Yucemar Morales, Zoe Bolívar, Loly Sánchez, Juliana Cuervos, Bebsabe Duque, Leonardo Pinto, Amilcar Marcano, Mariangela Fernández, Crismariangel Pimentel, Jonathan Carrizalez, Jaiberlyn Sánchez, Anastasia Stoliarov, Eduardo Núñez, https://web.archive.org/web/20190209124149/http://valeriecaceres.com/, Sasha Sojo, Sheiner García. Giovanny Garcia.
- Datos: Q2883070